# Stu Ungar
Stuart Errol "The Kid" Ungar, född 8 september 1953, död 21 november 1998, är kanske världens bästa pokerspelare samt kortspelare genom tiderna. Han har vunnit fem WSOP (World Series of Poker) armband (bracelets) och är trefaldig världsmästare; närmare bestämt åren 1980, 1981 samt 1997. Det är bara han och Johnny Moss som har vunnit VM tre gånger; dessutom var Moss första vinst endast genom omröstning. Utöver detta har han haft sexton vinstplaceringar i WSOP, vunnit Amarillo Slims Super Bowl of Poker tre gånger och ett flertal andra turneringar. Det kanske mest otroliga med allt detta är att han endast ställde upp i cirka 30 av dessa mästerskap under hela sitt liv.
Stu var inte enbart ett matematiskt geni och skicklig på att läsa sina motspelare, han hade även ett fotografiskt minne och var kvicktänkt. Han hade aldrig ett vanligt arbete. Han var en gambler som spelade på allt - gin, hästar, poker. Pengar var bara ett verktyg han jobbade med. Ju mer han vann, desto mer satsade han och genom sitt liv gick han från att vara miljonär till att vara pank minst fyra gånger.
Stu föddes i Lower East Side i New York. Han växte upp i en judisk familj med sin far, mor och äldre syster. Han spelade för första gången vid 10 års ålder på en semester med sin familj i Catskills. Där spelade han gin mot hotellets anställda och vann deras nattliga dricks.
Vid 13 års ålder dog Stus far i en hjärtattack och tolv månader senare fick hans mor en stroke som gjorde att hon inte kunde ta hand om sig själv, än mindre sina barn. Som konsekvens hoppade Stu av andra året i High School och började jobba som dealer i en lokal kortklubb för att kunna försörja sin mamma och syster.
Det var här som hans naturbegåvning blev uppenbar och det dröjde inte länge innan han började vinna pengar. Trots att han vann tusentals dollar på gin, förlorade han lika mycket på hästar. Snart var han skuldsatt hos fel människor och tvingades fly från staden, till Las Vegas.
I Las Vegas tog det inte lång tid innan Stu började spela Blackjack. Denna karriär blev dock inte långvarig. Han vann flera hundra tusen dollar på diverse kasinon och blev snart avstängd på livstid från blackjack på samtliga kasinon i Las Vegas.
26 år gammal ställde Stu upp i WSOP, 1980. Han hade ganska nyligen börjat spela Texas hold'em, men vann ändå. Året därpå ställde han upp igen för att motbevisa kritikerna som trodde att vinsten berodde på tur och vann igen. Detta blev det tredje kortspelet som han bemästrade, vilket vann honom både miljoner och respekt.
Trots Stus framgångar hade han en mörkare sida. Han missbrukade tunga droger och vid den här tiden började missbruket få överhanden. Han försvann från pokervärlden och sågs bara till då och då i de lägre spelen. Hans fru, Madeline Wheeler, lämnade honom tillsammans med deras dotter och drogerna var nära att ta hans liv ett flertal gånger.
Det dröjde ända fram till 1997 tills Stu dök upp igen i ett större pokersammanhang igen. Detta var i WSOP. Han hade inte råd att delta i turneringen, men en timme innan start betalade Billy Baxter Stus insats. Fyra dagar senare var den största återkomsten i pokerns historia ett faktum - Stu Ungar hade tagit sin tredje världsmästartitel.
Återkomsten blev kortvarig. Ett år senare, den 22 november 1998, hittades Stu död i sitt rum på Oasis Motel i Las Vegas. Ett blodprov visade sig innehålla droger men inte tillräckligt för att direkt ha lett till hans död. Läkare fastslog att döden berodde på långvarigt drogmissbruk. Han blev bara 45 år gammal och lämnade efter sig sin 15-åriga dotter.
Ett antal böcker och artiklar har skrivits om Stus liv, däribland "The Life of Stu Ungar", "Aces and Kings" och "One of a Kind". Det har även gjorts en film om Stus liv, "High Roller: The Stu Ungar Story" (aka Stuey). Sopranos-stjärnan Michael Imperioli spelar rollen som Stu Ungar.
"Stu Ungar" kallas även starthanden A-4 i Texas Hold'em. Detta efter att Stu vann sista given i återkomsten 1997 med en 5 hög stege med den handen.